# Milli
Milli (symbool: m) is het SI-voorvoegsel dat gebruikt wordt om een factor 10−3, oftewel 1/1000, aan te duiden.
Het wordt gebruikt sinds 1795; de naam is afgeleid van het Latijnse mille voor duizend.